# Dirk Stammann
Dirk Stammann (* 2. Januar 1970 in Schwerin) ist ein ehemaliger deutscher Fußballspieler.

## Sportliche Laufbahn

### Gemeinschafts- und Clubstationen
1975 begann der Mittelfeldspieler bei der SG Dynamo Schwerin mit dem Fußballsport in festen Strukturen. Fünf Jahre später wechselte er 1982 zum Fußballclub der Sportvereinigung Dynamo in Ost-Berlin, dem Berliner FC Dynamo. Dort wurde er im Nachwuchs unter anderem von Peter Rohde und Wolfgang Filohn trainiert.
Bereits als Juniorenspieler agierte das Talent zweimal, je eine Partie in den Spielzeiten 1986/87 und 1987/88, in der 2. Mannschaft des BFC in der zweitklassigen Liga. In der letzten Saison vor der Überführung der BFC-Reserve in die wiederbelebte Nachwuchsoberliga wurde Stammann in 13 Punktspielen eingesetzt. Vor dem Wendespieljahr in der Liga 1989/90 tauchte der BFC-Akteur im Kader der BSG Bergmann-Borsig Berlin, die das Spielrecht der BFC-Zweiten übernommen hatte, als Stürmer auf. Zum Einsatz kommt er für diese Gemeinschaft in der zweithöchsten Spielklasse aber nicht.

### Auswahleinsätze
Im Frühjahr 1986 zählte Stammann an der Seite späterer Bundesligaprofis wie Mario Kern, Steffen Karl und Uwe Jähnig zum Kader der Jugendnationalelf der DDR. Das Team belegte mit dem Ost-Berliner Mittelfeldspieler bei der U-16-EM in Griechenland den 4. Platz.
Die Qualifikation für die U-18-EM 1988 begann im Spieljahr 1986/87 mit Partien der U-17-Nationalelf der DDR, in der der BFC-Akteur Stammann aufgeboten wurde. Als U-18 setzte dieses Team des DFV 1987/88 seine Teilnahme an dem über zwei Jahre ausgetragenen Wettbewerb mit dem Erreichen der Endrunde erfolgreich fort. In der ČSSR gewannen die ostdeutschen Junioren mit Stammann, der in allen drei Partien des Finalturniers eingesetzt wurde, die Bronzemedaille. Das Fachblatt fuwo schätzte das 18-jährige Talent in diesem Turnier folgendermaßen ein: „Ein ballsicherer, mannschaftsdienlicher Mittelfeldspieler, der einige Probleme in der Schnelligkeit und Gewandtheit hat. Deshalb gegen die UdSSR nicht von Anfang an dabei. Wenn unser Spiel läuft, kann er mit seinen Fähigkeiten wesentlich dazu beitragen.“
Im ersten Testspiel der wiederbelebten U-20-Auswahl vor der Junioren-WM 1989 wurde Stammann im Sommer 1988 noch einmal eingesetzt. Der Sprung in den Kader für das Weltchampionat in Saudi-Arabien gelang dem BFC-Spieler aber nicht.